# Pozhtechnica AGVT-150
Das AGVT-150 ist ein Aerosollöschfahrzeug, das von Pozhtechnika hergestellt wird. Die Basis bildet ein LKW-Modell KamAZ-43114 oder Volvo FL-6. Durch eine horizontal und vertikal richtbare Gasturbine wird eine Flüssigkeit zerstäubt und auf den Brandherd geblasen. Hierdurch können Feuer gelöscht oder giftige Dämpfe und Brandrauch niedergeschlagen werden. Zum Schutz der Besatzung verfügt es über eine Selbstschutzanlage, die das Fahrzeug mit Wasser besprengt.

## MRU GVT-150

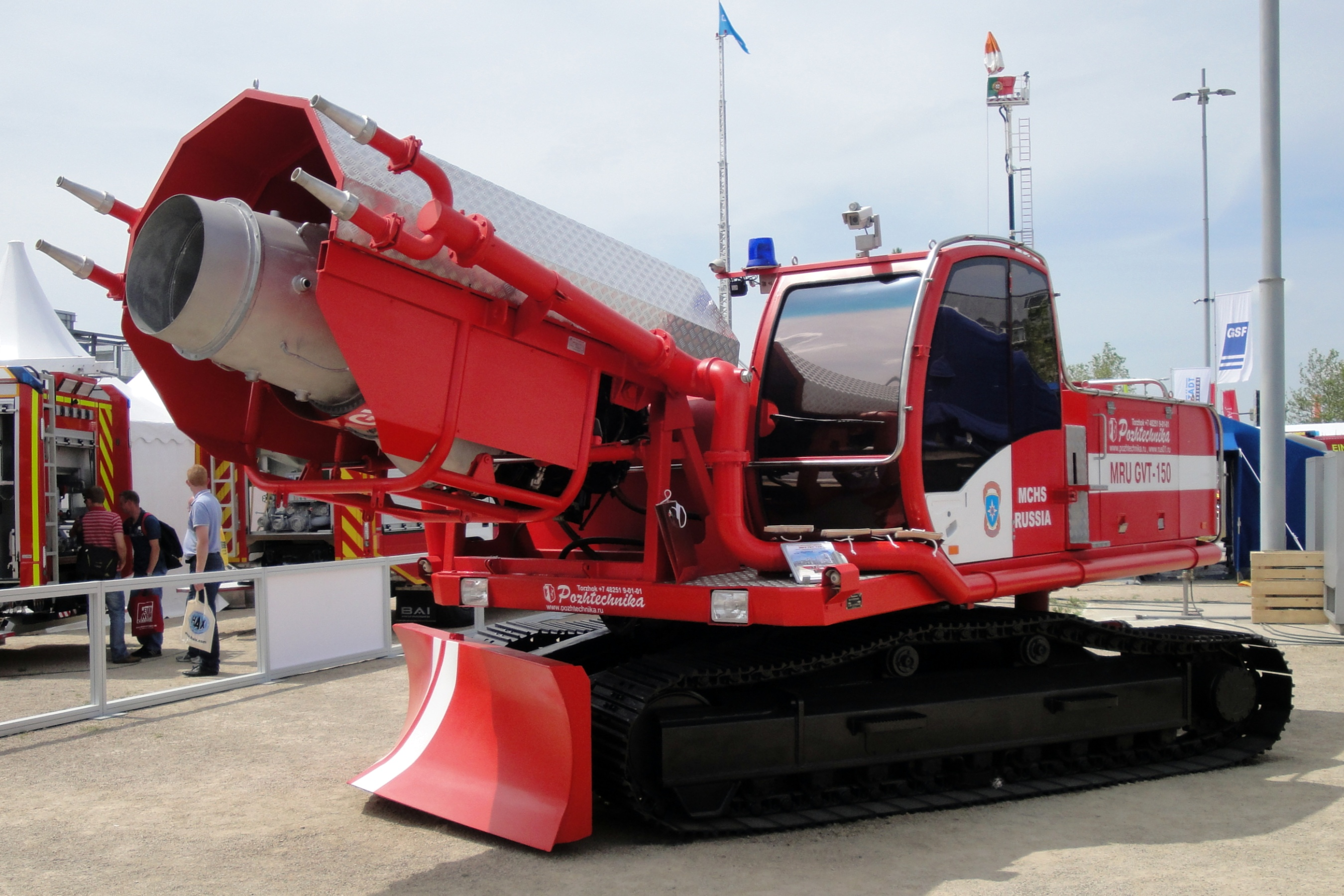
Pozhtechnica MRU GVT-150 auf der Interschutz 2010

Das MRU GVT-150 basiert auf einem Kettenfahrwerk sowie einem modifizierten Oberwagen eines Kettenbaggers und verwendet eine augenscheinlich bauähnliche Wurfvorrichtung mit gleichen Leistungsparametern wie das AGVT-150. Zudem ist es mit einem Räumschild ausgestattet. Das MRU GVT-150 kann sowohl aus der Fahrerkabine als auch mit einer Fernsteuerung bedient werden. Durch sein Kettenfahrwerk ist es in der Lage, auch in schwierigem Gelände zu operieren. Durch die niedrige Höchstgeschwindigkeit von nur 3,2 km/h wird für einen schnellen Transport zum Einsatzort ein Tieflader benötigt.
Das Fahrzeug wurde auf der Interschutz 2010 gezeigt. Aktuell ist es auf der Webseite des Herstellers nicht geführt.

## Technische Daten
| Kenngröße                        | AGVT-150 Volvo | AGVT-150 KAMAZ | MRU GVT-150 |
| -------------------------------- | -------------- | -------------- | ----------- |
| Sitzplätze einschließlich Fahrer | 3              | 3              | 1           |
| Motorleistung                    | 184 kW         | 176 kW         |             |
| Tankinhalt für Kraftstoff        | 2500 l         | 2500 l         |             |
| Höchstgeschwindigkeit            | 90 km/h        | 80 km/h        | 3,2 km/h    |
| Länge                            | 8,86 m         | 8,86 m         |             |
| Breite                           | 2,5 m          | 2,5 m          |             |
| Höhe                             | 3,37 m         | 3,37 m         |             |
| Gewicht                          | 14,65 t        | 14 t           | 19 t        |
| Wurfleistung Wasser-Luft Gemisch | 150 kg/s       | 150 kg/s       | 150 kg/s    |
| Wurfleistung Wasser              | 90 l/s         | 90 l/s         | 90 l/s      |
| Richtbereich horizontal          | +45°/−45°      | +45°/−45°      | 360°        |
| Richtbereich vertikal            | +60°/−15°      | +60°/−15°      | +60°/−15°   |
| Reichweite Fernsteuerung         |                |                | 300 m       |